# Magdalena Włodarska
Magdalena Włodarska (ur. 7 czerwca 1974 w Pabianicach) – polska koszykarka, występująca na pozycjach rozgrywającej oraz rzucającej.
Jej siostra bliźniaczka Milena była także koszykarką. Wspólnie zdobyły brązowe medale mistrzostw świata U–19 oraz Europy U–18. Przez prawie całą swoją karierę występowały razem w jednym zespole, dzieląc sukcesy drużynowe (1990–2000, 2002–2007).

## Osiągnięcia
Na podstawie, o ile nie zaznaczono inaczej.
Drużynowe
- Mistrzyni Polski (1991, 1992)
- Wicemistrzyni Polski (1993, 1994)
- Brązowa medalistka mistrzostw Polski (1997, 2003)
- Uczestniczka rozgrywek:
  - Pucharu Ronchetti (1994/95, 1998–2000)
  - Euroligi (1991/92 – TOP 12)

Reprezentacja
- Brązowa medalistka mistrzostw:
  - Europy U–18 (1992)
  - świata U–19 (1993)
- Uczestniczka mistrzostw Europy U–16 (1991 – 7. miejsce)